# Raoul Raymondis
Raoul Raymondis, né le 8 août 1945, est un pilote de rallye-raid français. Ses performances en courses ont exclusivement été obtenues sur des voitures de type Range Rover (le plus souvent des protos améliorés, fréquemment sur une base SPL 4×4 avec moteur V8).

## Palmarès
- 1984 : Baja España-Aragón,  avec J.Pastorello ;
- 1989 : Baja Portugal 1000, sur Range Rover Rr 200 avec Franck Daffos ;
- 1990 : Baja Portugal 1000,  avec Laurent Jaurigne, avec le même véhicule.

### Paris-Dakar
Il a participé dix fois au Paris-Dakar,, de 1980 à 1992, dont quatre fois en amateur et six en semi-professionnel, sur Range Rover, dont:
- 1980: abandon ;
- 1981: 13e, avec Pierre Bos ;
- 1985: abandon, avec Bos ; vainqueurs de la 6e étape Iferouane-Agadez, et de la 15e Kiffa-Kayes ; équipage privé ;
- 1986: abandon, avec Bos ; ils se classent néanmoins 2e de l'étape spéciale (ES) de nuit Iférouane-Agadez, derrière Jacky Ickx et devant René Metge, tous deux sur des Porsche d'usine ;
- 1987: abandon ; 2e de la cinquième étape In Salah-Tamanrasset, derrière Shekhar Mehta sur Peugeot 205 ;
- 1988: 14e, avec Cano ;
- 1990: 9e, avec Destaillats ;
- 1991: abandon, avec Lafeuillade ;
- 1992: abandon.

## Biographie
- Article Portrait - Raoul Raymondis, la vie à plein pot (revue?);